# Kernkraftwerk Fangjiashan
Das Kernkraftwerk Fangjiashan (chinesisch 方家山核电站) ist ein Kernkraftwerk im Kreis Haiyan, bezirksfreie Stadt Jiaxing, Provinz Zhejiang, Volksrepublik China, das an der Mündung des Qiantang-Flusses in der Hangzhou-Bucht liegt. Mit Stand vom August 2023 sind zwei Reaktorblöcke mit einer installierten Leistung von zusammen 2178 MW in Betrieb.
Das Kernkraftwerk ist im Besitz der Qinshan Nuclear Power Company, einer Tochtergesellschaft der China National Nuclear Corporation (CNNC) mit einer 28%-Minderheitsbeteiligung der Zhejiang Provincial Energy Group Co Ltd., und wird von der CNNC Nuclear Operation Management Company Limited betrieben. Es liegt in unmittelbarer Nachbarschaft des KKW Qinshan und gehört zusammen mit diesem zur Qinshan Nuclear Power Base.

## Block 1
Der Block 1 verfügt über einen Druckwasserreaktor (DWR) vom Typ CPR-1000 mit einer elektrischen Nettoleistung von 1012 MW bzw. Bruttoleistung von 1089 MW; seine thermische Leistung liegt bei 2905 MW.
Mit dem Bau von Block 1 wurde am 26. Dezember 2008 begonnen. Am 21. Oktober 2014 erreichte der Reaktor erstmals die Kritikalität. Er wurde am 4. November 2014 mit dem Stromnetz verbunden und nahm am 15. Dezember 2014 den kommerziellen Betrieb auf. Der Block 1 hat von 2015 bis Ende 2022 insgesamt 63,68 TWh Strom erzeugt; im Jahr 2021 erzielte er mit 8760 Betriebsstunden (100 % Verfügbarkeit) und einer Produktion von 8862,47 GWh sein bestes Ergebnis.

## Block 2
Der Block 2 verfügt über einen DWR vom Typ CPR-1000 mit einer elektrischen Nettoleistung von 1012 MW bzw. einer Bruttoleistung 1089 MW; seine thermische Leistung liegt bei 2905 MW.
Mit dem Bau von Block 2 wurde am 17. Juli 2009 begonnen. Am 25. Dezember 2014 erreichte der Reaktor erstmals die Kritikalität. Er wurde am 12. Januar 2015 mit dem Stromnetz verbunden und nahm am 12. Februar 2015 den kommerziellen Betrieb auf. Der Block 2 hat von 2015 bis Ende 2022 insgesamt 63,07 TWh Strom erzeugt; im Jahr 2018 erzielte er mit 8483 Betriebsstunden (Verfügbarkeit 96,8 %) und einer Produktion von 8472,42 GWh sein bestes Ergebnis.

## Sonstiges
Die Gesamtkosten für die Errichtung des Kraftwerks werden mit 26 Mrd. CNY (bzw. 3,8 Mrd. USD) angegeben. Auf Anforderung der chinesischen Regierung besuchte ein Operational Safety Review Team (OSART) der IAEA vom 7. bis zum 24. Januar 2019 das Kraftwerk, um die Betriebsabläufe zu überprüfen.

## Daten der Reaktorblöcke
Das Kernkraftwerk Fangjiashan hat zwei Blöcke (Quelle: IAEA, Stand: September 2022):
| Block | Reaktortyp | Modell   | Status     | el. Netto- leistung in MW (Design) | el. Brutto- leistung in MW | Therm. Leistung in MW | Baubeginn  | Erste Kritikalität | Erste Netzsyn- chronisation | Kommer- zieller Betrieb | Abschal- tung (geplant) | Einspeisung in TWh |
| ----- | ---------- | -------- | ---------- | ---------------------------------- | -------------------------- | --------------------- | ---------- | ------------------ | --------------------------- | ----------------------- | ----------------------- | ------------------ |
| 1     | PWR        | CPR-1000 | In Betrieb | 1012 (1000)                        | 1089                       | 2905                  | 26.12.2008 | 21.10.2014         | 04.11.2014                  | 15.12.2014              | –                       | 55,47              |
| 2     | PWR        | CPR-1000 | In Betrieb | 1012 (1000)                        | 1089                       | 2905                  | 17.07.2009 | 25.12.2014         | 12.01.2015                  | 12.02.2015              | –                       | 54,77              |